# Vildkaktus
Vildkaktus var en svensk rockgrupp som bildades 1970 i Stockholm.
Vildkaktus bildades av pianisten och organisten Gösta Nilsson, som tidigare varit verksam som jazzmusiker i Skåne och därefter studerat vid Kungliga Musikhögskolan. Han var då verksam som musiklärare på Birkagårdens folkhögskola och bildade gruppen tillsammans med några av sina elever.
Bland de övriga medlemmarna fanns gitarristen Olle Nilsson, som under åren 1965–1968 varit ledare för bandet 14 i Finspång. Bandets musik var baserad på kontrasten mellan Gösta Nilssons jazzbegåvning och Olle Nilssons beatmusik.
År 1970 utkom gruppens debutalbum Tidsmaskinen på skivbolaget MNW. Bandet bestod då av Håkan Thanger (bas), Ali Lundbohm (trummor), Olle Nilsson (gitarr, sång) och Gösta Nilsson (piano, orgel, vibrafon, sång). Efter debuten bandet skivbolag till Polydor där man gav ut Vindarnas vägar 1971. På denna skiva hade Tommy Johnsson ersatt Thanger på bas. Leif Rundqvist hade även tillkommit på saxofon, flöjt och sång. Efter ytterligare ett bolagsbyte till Ljudspår utgavs bandets tredje och sista LP där 1972. På denna hade Lundbohm ersatts av Dave Spann på trummor. Rundqvist hade också lämnat bandet.
Gruppen Vildkaktus var bland pionjärerna med att sjunga rock på svenska. De spelade progressiv rock med influenser från jazz och folkmusik. Efter sista albumet bytte gruppen namn till Ibis och släppte två mer jazzinfluerade album under detta namn innan den upplöstes.

## Medlemmar
Senaste medlemmar
- Olle Nilsson – gitarr, sång
- Tommy Johnsson – basgitarr
- Gösta Nilsson – piano, orgel, vibrafon, sång
- Dave Spann – trummor

Tidigare medlemmar
- Ali Lundbohm – trummor
- Leif Rundqvist – saxofon, flöjt, sång
- Håkan Thanger – basgitarr

## Diskografi
Studioalbum
- 1970 – Tidsmaskinen
- 1971 – Vindarnas vägar
- 1972 – Natten

Singlar
- 1971 – "Moralens Mjuka Möbler" / "Limu, Limu, Lima"
- 1972 – "Natur du kämpar" / "Vila vid denna källa"